# Свеска
Свеске су књиге или свежњеви папира најчешће коришћени у сврхе хватања белешки и цртања. Праве се у разним величинама, укоричене или не, са различитим одликама, илустрацијама и апликацијама. Папири могу бити уређени на више начина, што одређује намену саме свеске. Неизоставан су школски и канцеларијски прибор.

## Опште одлике
Свеска је свежањ папира, заштићен са две тврђе странице, које могу бити пластичне или картонске. Исте странице обично осликавају илустрације. Остале су углавном једнородне.
Основна одлика свеске јесте и број страница, као и величина. Најраспрострањеније су оне формата А5 (мале свеске) и А4 (велике свеске). Обично имају седамдесет, осамдесет или сто листова. Сваки од листова може бити бео (у потпуности празан) или уобличен помоћу линија, квадратића или такозваног високог кароа (што зависи од намене). Може постојати и место предвиђено за информације о власнику.
Сем обичног повеза (својеврсног канапа), свежањ папира може бити спојен и на друге начине. Неки од њих су лепљење, спирале (намотаји) и чешаљ (хефтунг). Методе повезивања одређују начин на који се свеска отвара као и јачину везе. Канапски меки повез често се комбинује са лепком, те је уједно и најслабији. Спирални повези повољни су за особе које често цепају листове из свеске. Насупрот томе, велике су шансе да ће се свеска са тврдим повезом распасти приликом покушаја цепања листа.

## Будућност
У свету је још од двадесетог века присутна тенденција електронизације. Она није заобишла ни свеске, тако да се увелико ради у повезивању њихове једноставности са најновијим технологијама које укљичији претрагу, измене и комуникацију. Лаптопи се називају ноутбуцима (енгл. notebook), а таблет рачунари и ноутпедима (енгл. notepad). Обе речи значе свеска.
Ипак, само таблети омогућују интерактивна својства слична папиру. За скору будућност планирана је комерцијализација дигиталног папира, посебног уређаја са циљем да замени обичну хартију од целулозе. По њему се пише помоћу оловке са инфрацрвеном камером, а написани текст може бити пребачен на други складишни уређај (компјутер, лаптоп и слично).